# ألفرد سكوت (لاعب كريكت)
ألفرد سكوت (29 يوليو 1934 - ) (بالإنجليزية: Alfred Scott)‏ هو لاعب كريكت جامايكي. شارك مع منتخب الهند الغربية للكريكت.

## وصلات خارجية
- ألفرد سكوت على موقع إي آس بي آن كريك إنفو (الإنجليزية)